# Чінільпа
Чінільпа (кор.: хангиль: 친일파, букв. «прояпонська фракція») — принизливий корейський термін, що описує етнічних корейців, які співпрацювали з Імперською Японією під час періоду примусового протектора (1905—1910) або колоніального періоду (1910—1945). Для опису колаборантів також використовувався термін бульбей (кор.: хангиль: 부일배, ханча: 附日輩, букв. «люди, що співпрацювали з Японією»).
Термін «чінільпа» став популярним у середині 1960-х років, приблизно через два десятиліття після капітуляції Японії в кінці Другої світової війни та звільнення Кореї. Це стосується будь-якого етнічного корейця, який активно співпрацював з японським колоніальним урядом або працював проти корейського руху за незалежність. Цей термін також використовується для позначення корейців пізнього періоду Чосону, які виступали за тісніші відносини або об'єднання з Японією, наприклад, члени Ілджінхое або П'ять зрадників Юлси. Після поступової демократизації протягом 1980-х і 1990-х років судове переслідування чінільпи отримало все більшу підтримку в Південній Кореї. Перше законодавство проти чінільпи було прийнято в 2005 році: Спеціальний закон про повернення майна прояпонських колабораціоністів.

## Етимологія
Термін «чінільпа» (кор.: хангиль: 친일파) вперше з'явився в книзі 1966 року Chinilmunhangnon (кор.: хангиль: 친일문학론, букв. «Коментарі до прояпонської літератури»), написаний активістом за незалежність Кореї Ім Чон Гуком. До його публікації колаборантів було прийнято називати бульбей (кор.: хангиль: 부일배, ханча: 附日輩, букв. «люди, що співпрацювали з Японією»). Термін, як правило, був спрямований на корейське колоніальне керівництво.
Цей термін відрізняється від джи-ілпа (кор.: хангиль: 지일파, ханча: 知日派, букв. «Фракція обізнаних про Японію»), що має політично нейтральний відтінок.

## Історія

### Колоніальний період
Хоча воно набуло значення «[національний] зрадник», лише меншість ранніх чінільпа були опортуністами, оскільки більшість високопосадовців чінільпа на початку вважали, що вони роблять те, що було в найкращих інтересах їхньої країни, оскільки це важко адаптувався до сучасності; чінільпа були однією з ряду фракцій, які існували на той час і займалися модернізацією Кореї за зразком, встановленим іншою країною (наприклад, російська фракція, китайська фракція, американська фракція тощо). Однак сам термін не був введений до 1966 року вченим Ім Чонгуком (1929—1989).

### Ставлення дочінільпив часи незалежності
Під час негайного звільнення Кореї американський генерал Дуглас Макартур спочатку попросив, щоб японська колоніальна влада та їхні корейські стажери продовжували керувати Кореєю, поки місцеві жителі не зможуть навчити їх замінити. Проте, обурення корейців дійсно призвело до того, що перших було звільнено, але багато з останніх чінільпа змогли втримати свої позиції. Подібно до неповної денацифікації Німеччини Сполученими Штатами та зворотного курсу в Японії, Військовий уряд Сполучених Штатів в Кореї вважав цих правих чиновників чінільпа корисними у світлі холодної війни, що зароджується, та погіршення ситуації на Корейському півострові.
Спеціальний комітет із судового переслідування правопорушників антинаціональної боротьби (кор.: хангиль: 반민특위, НЛ: banmin teugwi) був створений у 1948 році для судового переслідування чінільпа. У ньому розглянуто 682 справи; 559 справ передано до спеціальної прокуратури, яка склала обвинувальні акти у 221 справі. Спеціальний трибунал розглянув 38 справ, у 12 справах виніс обвинувальні вироки та покарання, у тому числі один смертний вирок. Ще вісімнадцять були позбавлені громадянських прав, ще шість були визнані невинними, а двоє визнані винними, але звільнені від покарання. Однак Верховний суд призупинив їх виконання в березні 1950 року, безпосередньо перед Корейською війною.
Тогочасний диктатор Лі Синман саботував і розпустив банмін теугві. За режиму Лі та під час наступних урядів до Шостої республіки багато з них користувалися тим же багатством і владою, що й під японським правлінням. Для боротьби з Північною Кореєю та прихильниками комунізму в Південній Кореї Рі найняв багатьох колишніх співробітників уряду та військових. Наступний із видатних диктаторів Південної Кореї, Пак Чон Хі, сам був чінільпа, який служив у військовій системі Імперської Японії. Під час холодної війни чінільпа вважалася певною мірою табуйованою темою, враховуючи, що багато представників влади свого часу самі були колаборантами, а отже, критика чінільпа могла розглядатися як сумнів у легітимності режиму. Подібний тиск із вимогою мовчати також застосовувався до деяких чінільпа-літературних діячів.
Перше дослідження чінільпи було зроблено «вченим-незалежним» Ім Чонгуком (1929—1989), чия робота 1966 року Ch'inil Munhak-ron (친일문학 론 Трактат про японську літературу) порушила мовчання на цю тему. Незважаючи на те, що свого часу він був маловідомим і не мав широкої читацької аудиторії, наприкінці 1970-х років з'явилася низка статей на цю тему, а до 1980-х років Чонгук взяв за основу свої чвертьстолітні дослідження на цю тему та почав публікувати більш системні праці про чінільпа взагалі, а не лише про літературознавство. Особисте прагнення Чонгука до чесного дослідження темних сторінок національної історії не було дуже популярним у його часи, але до 1990-х років його спадщина зміцнилася, і південнокорейська громадськість стала більш сприйнятою до цієї теми. Проте стара стигма все ще до певної міри зберігалася в академічному середовищі, оскільки визнані мейнстримні вчені, здавалося, не бажали втручатися в таку нерелевантну та «принизливу» тему", як чінільпа, і більша частина інтересу та писань на цю тему походила від молодих вчених. і неакадеміки, такі як незалежні дослідники, літературні критики та журналісти.

### Судове переслідуваннячинільпив ХХІ столітті
Після того, як минуло понад 50 років з моменту припинення судового переслідування чінільпа під час адміністрації Сінгмана Лі, раптово відновилося судове переслідування як політична програма президента Ро Му Хюна.

#### ВизначеннячинільпиСпеціальним законом
Щойно прийнятий Спеціальний закон про перевірку колабораціонізму на користь японського імперіалізму визначає «прояпонські та антинаціональні дії» (чінільпа) так:
стаття 2
За цим актом, під «прояпонськими та антинаціональними діями» розуміються будь-які з таких дій, здійснених у період між початком російсько-японської війни, яка поклала початок позбавленню Кореї суверенітету японським імперіалізмом, і 15 серпня 1945 року.
1. Будь-який акт нападу або наказ атакувати військові сили, які борються проти японського імперіалізму, щоб зберегти суверенну владу.
3. Будь-які дії, спрямовані на вбивство, страту, переслідування чи арешт осіб або їхніх сімей, які беруть участь у незалежному русі чи антияпонському русі, а також дії, спрямовані на вказівки чи накази щодо таких насильницьких дій.
6. Будь-які дії щодо погодження, приєднання або змови щодо договорів, які перешкоджають суверенній владі, включаючи Японо-корейський договір про протекторат, Корейсько-Японський договір про анексію та інші.
8. Будь-який акт участі в Асамблеї Японської імперії як член шляхетського класу або член Японської асамблеї.
9. Будь-яка дія щодо участі віце-головою, радником або Палати представників у сенаті генерального уряду Чосона.
10. Будь-який акт позитивної співпраці у війні загарбництва (Друга світова війна) як офіцер старший лейтенант японських імперських сил.
14. Будь-які дії щодо управління виробництвом військового постачання для допомоги війні японського імперіалізму або пожертвування певної або більшої суми грошей і товарів, визначених Указом Президента.
Закон стосується руху за незалежність, на відміну від судового переслідування колишніх нацистів, яке зосереджується на військових злочинах. Найбільш примітними є пункти 8 і 9. Бути законодавцем у той час кваліфікується як «прояпонський і антинаціональний колаборант» незалежно від того, що він робив як законодавець.

#### Виклад
29 серпня 2005 року громадська організація Інститут дослідження колаборантської діяльності оприлюднила список із 3094 корейців, підозрюваних як чінільпа, включаючи Пак Чон Хі, колишнього президента Кореї, Кім Сон Су, колишнього видавця Донг-а Ільбо та засновника Корейського університету, Банг Енг Мо, колишнього президента Чосон Ільбо.
6 грудня 2006 року комісія президента Південної Кореї, Комісія з розслідування майна прояпонських колабораціоністів, оприлюднила перший офіційний список чінілпа зі 106 осіб у період з 1904 року по 1 березня 1919 року, включаючи чотирьох із п'яти зрадників Юлси.
18 серпня 2006 року комісія почала розслідування перед арештом майна, отриманого колаборантами під час японської колонізації.
2 травня 2007 року уряд Південної Кореї оголосив про свій план конфіскації активів, отриманих прояпонськими колаборантами під час японського колоніального правління, на суму 3,6 мільярда вон (3,9 мільйона доларів США, 2,8 мільйона євро) землі у нащадків дев'яти прояпонських активістів. 13 серпня 2007 року комісія вирішила конфіскувати близько 1 мільйона квадратних метрів землі вартістю 25,7 мільярда вон, якою зараз володіють нащадки ще десяти прояпонських колаборантів.
17 вересня 2007 року комісія оприлюднила другий список із 202 колаборантів, зосереджених на прояпонських діячах між 1919 і 1937 роками. До списку входять Сон Бьон Чжун, який надсилав листи уряду Японії з проханням про злиття, Лі Джі Йон, який є одним із п'яти зрадників Еульса, Лі Ду Хван, який брав участь у вбивстві імператриці Менсон у 1895 році та пізніше став губернатором провінції Північна Чолла, романіст Ї Ін-джік, автор "Hyeoleuinu " (Сльози крові), Ю Хак-джу, член ради Ілджінхое, Бе Чон-джа, прийомна дочка першого Генерал-резидента Кореї, яка шпигувала за корейськими активістами незалежності та вербувала жінок для втіхи, і Пак Дже-бін, яка сформувала групу вшанування пам'яті, щоб висловити співчуття на похоронах Іто в 1926 році. Того ж дня адміністративний суд Сеула відхилив позов проти комісії про викреслення зі списку імен сина та онука Хинсона Девонгуна (батька Коджона Корейського), які нібито були присутні на підписанні Договору про приєднання Кореї до Японії як представники королівської родини.
Офіційний список протягом найбільш суперечливого періоду (1937—1945), який міг містити осіб, які відіграли важливу роль у розвитку Південної Кореї після здобуття незалежності та були зараховані до списку 2005 року Інституту дослідження колабораціоністської діяльності, не був розкритий станом на вересень 2007 року. .
Після прийняття спеціального закону про інспекцію колабораціонізму з японським імперіалізмом у 2004 році та спеціального закону про повернення майна прояпонських колабораціоністів у 2005 році комітет склав список із 452 прояпонських колаборантів і дослідив землю 109 осіб з них. Загальна площа землі оцінюється в 13,1 мільйона квадратних метрів, вартістю майже 100 мільярдів вон.
Конфісковане майно буде використано в пріоритеті для винагороди корейців, які зробили внесок у незалежність Кореї від Японії.